# Grand Rapids Drive 2014-2015
La stagione 2014-15 dei Grand Rapids Drive fu la 9ª nella NBA D-League per la franchigia.
I Grand Rapids Drive arrivarono quarti nella Central Division con un record di 23-27, non qualificandosi per i play-off.

## Roster
| N° | Naz.                   | Ruolo | Sportivo          | Anno | Alt. | Peso |
| -- | ---------------------- | ----- | ----------------- | ---- | ---- | ---- |
| 7  | Stati Uniti (bandiera) | G     | Ben Hansbrough    | 1987 | 191  | 93   |
| 7  | Stati Uniti (bandiera) | G     | Malcolm Lee       | 1990 | 196  | 91   |
| 9  | Stati Uniti (bandiera) | G     | Stefhon Hannah    | 1985 | 185  | 79   |
| 9  | Stati Uniti (bandiera) | G     | Dominic Waters    | 1986 | 185  | 82   |
| 10 | Stati Uniti (bandiera) | GA    | Jerrell Sanders   | 1988 | 198  | 95   |
| 12 | Stati Uniti (bandiera) | G     | L.D. Williams     | 1988 | 193  | 95   |
| 13 | Italia (bandiera)      | A     | Luigi Datome      | 1987 | 203  | 98   |
| 14 | Stati Uniti (bandiera) | A     | Adonis Thomas     | 1993 | 198  | 105  |
| 15 | Stati Uniti (bandiera) | G     | Kelsey Barlow     | 1991 | 196  | 91   |
| 17 | Stati Uniti (bandiera) | G     | Lorenzo Brown     | 1990 | 196  | 95   |
| 17 | Stati Uniti (bandiera) | G     | Diante Garrett    | 1988 | 193  | 86   |
| 18 | Stati Uniti (bandiera) | A     | Kammeon Holsey    | 1990 | 203  | 104  |
| 19 | Stati Uniti (bandiera) | G     | Brandon Fields    | 1988 | 193  | 88   |
| 19 | Stati Uniti (bandiera) | G     | Kevin Murphy      | 1990 | 198  | 84   |
| 20 | Stati Uniti (bandiera) | G     | Spencer Dinwiddie | 1993 | 198  | 93   |
| 21 | Stati Uniti (bandiera) | G     | Nate Wolters      | 1991 | 193  | 86   |
| 22 | Stati Uniti (bandiera) | A     | Josh Bostic       | 1987 | 196  | 104  |
| 22 | Stati Uniti (bandiera) | A     | Quincy Miller     | 1992 | 206  | 95   |
| 23 | Stati Uniti (bandiera) | G     | Manny Atkins      | 1991 | 198  | 93   |
| 24 | Stati Uniti (bandiera) | A     | Renaldo Woolridge | 1990 | 206  | 102  |
| 32 | Stati Uniti (bandiera) | A     | Tony Mitchell     | 1992 | 203  | 107  |
| 32 | Stati Uniti (bandiera) | C     | Daniel Orton      | 1990 | 208  | 125  |
| 33 | Stati Uniti (bandiera) | AC    | Willie Reed       | 1990 | 208  | 100  |
| 34 | Tanzania (bandiera)    | C     | Hasheem Thabeet   | 1987 | 218  | 122  |

## Staff tecnico
- Allenatore: Otis Smith
- Vice-allenatori: Dion Glover, Joe Boylan, Tyrone Ellis
- Preparatore atletico: Michael Douglas